# ハドソン海底谷

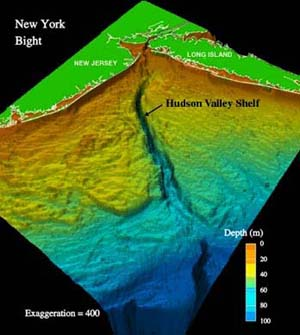
ハドソン海底谷

ハドソン海底谷（ハドソンかいていこく。英語、Hudson Submarine Canyon、または、単に、Hudson Canyon）とは、北アメリカ大陸東部を流れるハドソン川が河口部に形成している三角州の外側を起始部とし、そこから大西洋の海面下に見られる大陸棚から深海底へと、浸食作用によって刻まれた海底に存在する谷である。この付近の海底には幾つもの同様の地形が見られる中で、ハドソン海底谷は規模が比較的大きい。その成因は、かつてのハドソン川の浸食によるものである。

## 地形

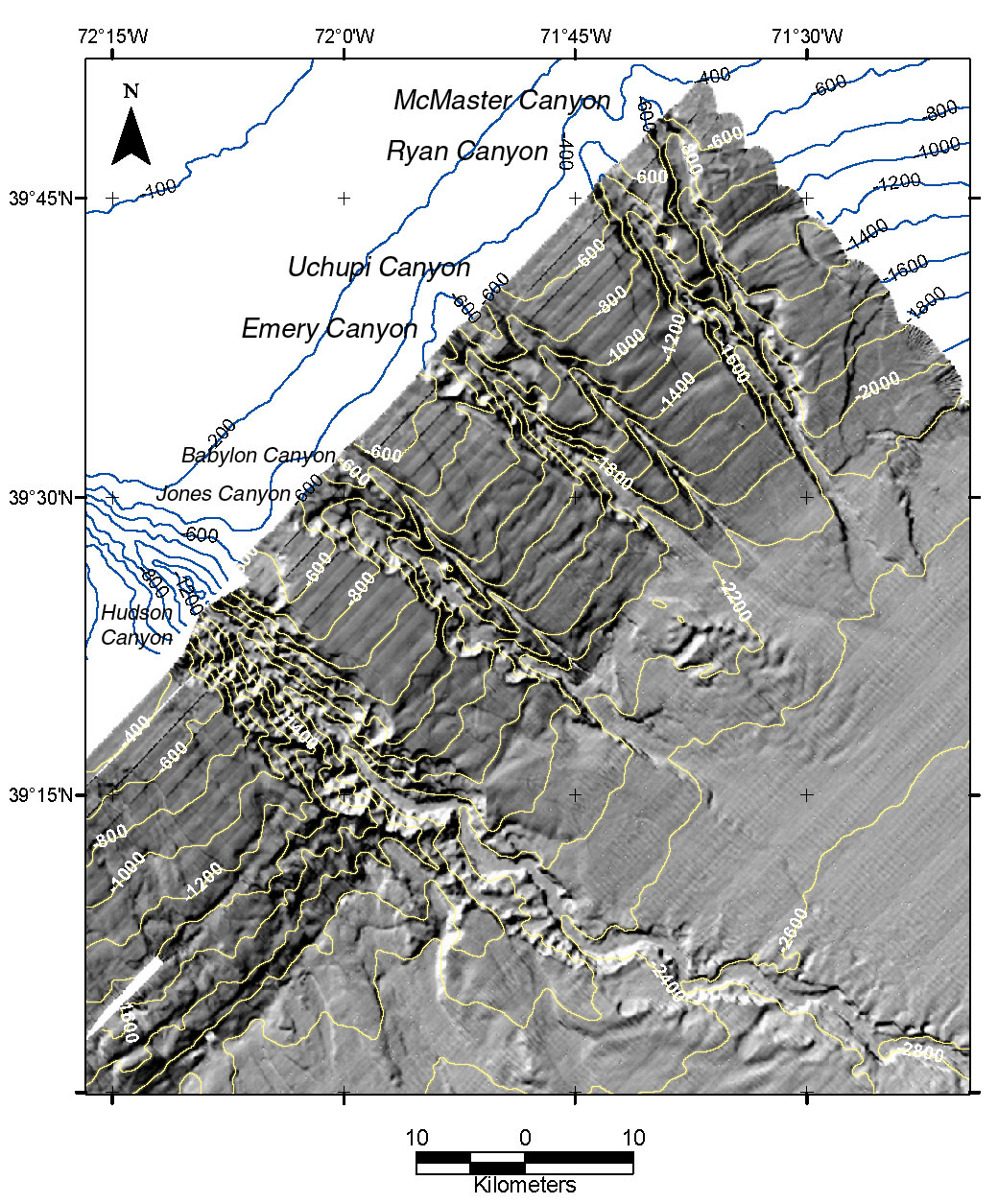
ハドソン海底谷（Hudson Canyon）と、その周辺の海底地形。付近には、何本も海底谷が存在している。その中でハドソン海底谷は、北西から南東の方向へと特に長く続いているのが見て取れる。

### 周辺の地形
ハドソン海底谷が存在する辺りには、何本もの海底谷が、概ね北西から南東の方向へと走っている。この付近の大陸斜面の斜度ですらだいたい3 °から5 °程度で、その他の部分の斜度に至っては0.5 °から1.2 °と緩やかであるのに対して、この付近に存在する海底谷は、どれも谷の上から谷底への斜度は、一般に5 °から25 °程度の間である

。

### ハドソン海底谷の地形
ハドソン海底谷は古代のハドソン川が浸食したことによって形成された谷であり、その全長は400海里を超えている

。
この海底谷は、大陸斜面部分での谷の幅が0.8 kmから1.2 kmの間、谷の上から谷底への斜度は10 °から15 °ほどで、谷底の幅は200 mから900 mほどの規模である

。
なお、この付近における谷底部分の、大陸から深海底へと向かう方向の斜度は、1.5 °ほどである

。
その先の深海底への続く緩やかな斜面、すなわち、Continental riseと呼ばれる場所にもハドソン海底谷は続いている。Continental riseの上部に当たる、水深2200 mから水深3000 mの区間では、谷の幅は2.5 kmから11 kmの間、谷の上から谷底への斜度は1 °から8 °ほどで、谷底の幅は200 m から2100 mほどの規模である

。
なお、この付近における谷底部分の、大陸から深海底へと向かう方向の斜度は、0.6 °ほどである

。
そして、Continental riseの下部に当たる、水深3000 mよりも深い所では、谷の幅は4.5 kmから5.5 kmの間、谷の上から谷底への斜度は10 °から20 °ほどで、谷底の幅は500 mから2200 mほどの規模である

。
なお、この付近における谷底部分の、大陸から深海底へと向かう方向の斜度は、0.5 °ほどである

。
以上のように、大西洋の深海底まで続いている。